# Pandanicola pandani
Pandanicola pandani är en insektsart som först beskrevs av Takahashi 1939.  Pandanicola pandani ingår i släktet Pandanicola och familjen ullsköldlöss. Inga underarter finns listade i Catalogue of Life.